# 梁川梨里
梁川 梨里（やながわ りり ）は日本の詩人。高崎市在住。群馬県立前橋女子高校、高崎経済大学経済学部経営学科卒業。現代詩手帖等で入選。2017年詩と思想現代詩の新鋭（新鋭紹介／文月悠光）日本現代詩人会会員

## 著書
- 第一詩集『月を剥く』（私家版）装丁家/亜久津歩。

- 第二詩集『ひつじの箱』ISBN978-4-87944-270-3[5]

## 主な掲載
- 2017年詩と思想コラボレーションイベント「月と光と詩の夜会」|本屋Title[6] |  詩と思想2017年12月小特集）| 文月悠光×青木由弥子|鼎談。
- 第二詩集『ひつじの箱』 | 2017年4月16日 | 上毛新聞に紹介記事
- 2020年ココア共和国11月号 | 「恋しい水を想像すること」エッセイ掲載[7]
- 2021年6月 | 七月堂「ヤバイ本フェア」｜冊子掲載[8]